# Pemuco
Pemuco est une commune du Chili faisant partie de la province de Diguillín, elle appartienne à la région de Ñuble. En 2012, la population de la commune s'élevait à 8 372 habitants. La superficie de la commune est de 563 km2 (densité de 9 hab./km2),.

## Historique
La commune a été créée en 1870 est le 6 septembre 2018 est déplacé au région de Ñuble.

## Situation
Le territoire de la commune de Pemuco se trouve principalement dans la vallée centrale du Chili avec une petite fraction orientale dans la Cordillère des Andes. Dans sa partie occidentale il est délimité au sud par le fleuve Itata et au nord par le fleuve Diguillín. La commune est située à 413 kilomètres à vol d'oiseau au sud-sud-ouest de la capitale Santiago et à 40 kilomètres au sud de Chillán capitale de la région de Ñuble.

## Économie
Le principal secteur économique de la commune est l'agriculture. On y produit du blé, de l'avoine, et du maïs sur plus de 8000 hectares, des betteraves et de la chicorée. On y élève des moutons (7000 têtes) et des bovins (4000 têtes). Enfin on cultive des baies telles que les framboises, les mûres et les fraises.

Position de Pemuco (en rouge) au sein de la Région du Biobío.